# Medalja za Anschluss
Medalja za Anschluss (njemački puni naziv: Die Medaille zur Erinnerung an den 13. März 1938) bila je odlikovanje Njemačke u međuratnom razdoblju.

## Opis
Osnovana 1. svibnja 1938., medalja je obilježavala povratak Austrije Reichu. To je bio prvi Hitlerov potez za ostvarivanje Lebensrauma i slabljenja Čehoslovačke. Njemačke trupe prešle su granicu i ušle u Austriju 12. ožujka 1938. bez otpora. Tomu je prethodio niz incidenata koje je činila Nacionalsocijalistička stranka u Austriji i ultimatum njemačke Vlade. Anschluss nije smatran prijetnjom u svijetu jer se smatralo da austrijski narod dobrovoljno pristaje na ujedinjenje zbog istog jezika i porijekla.
Medalja, poznata pod imenom "Medalja za Anschluss", dodijeljena je svim Austrijancima koji su pomogli u ostvarivanju Anschlussa i svim članovima austrijskog NSDAP-a. Također, njome su nagrađeni i pripadnici Njemačkih oružanih snaga koji su sudjelovali u Anschlussu.
Dodjeljivana je do 13. prosinca 1940., a ukupno je odlikovano 318 689 ljudi.

## Dizajn
Okrugla i vrlo detaljna medalja se temeljula prema Stranačkom znaku iz 138., a dizajnirao ju je profesor Richard Klein.
Na naličju medalje nalazi se simbol Anschlussa - čojek drži nacističku zastavu, stoji na katedri i drži nacistički znak, pomaže drugog čovjeka koji na sebi ima prekinuti okov koji se može vidjeti. Na zaleđu medalje ispisano je 13. März 1938 (13. ožujka 1938.), datum Anschlussa; datum je okružen riječima Ein Volk, Ein Reich, Ein Führer (Jedan narod, jedno carstvo, jedan vođa).
Rubovi medalje su glatki. Medalja visi o crvenu vrpcu sa šarama boje bijela-crna-bijela na rubovima vrpce te je izrađena od mesinga ili posrebrene bronce.